# و هم‌اکنون … خانم‌ها و آقایان
و هم‌اکنون ... خانم‌ها و آقایان (انگلیسی: And Now... Ladies and Gentlemen) فیلمی فرانسوی، بریتانیایی در سبک مهیج است که در سال ۲۰۰۲ منتشر شد.

## خلاصه
یک خواننده سبک جاز و یک سارق جواهرات بریتانیایی در پی علاقه مشترک به فراموش کردن گذشته بر سر راه یکدیگر قرار می گیرند...